# Rhabdotorrhinus waldeni

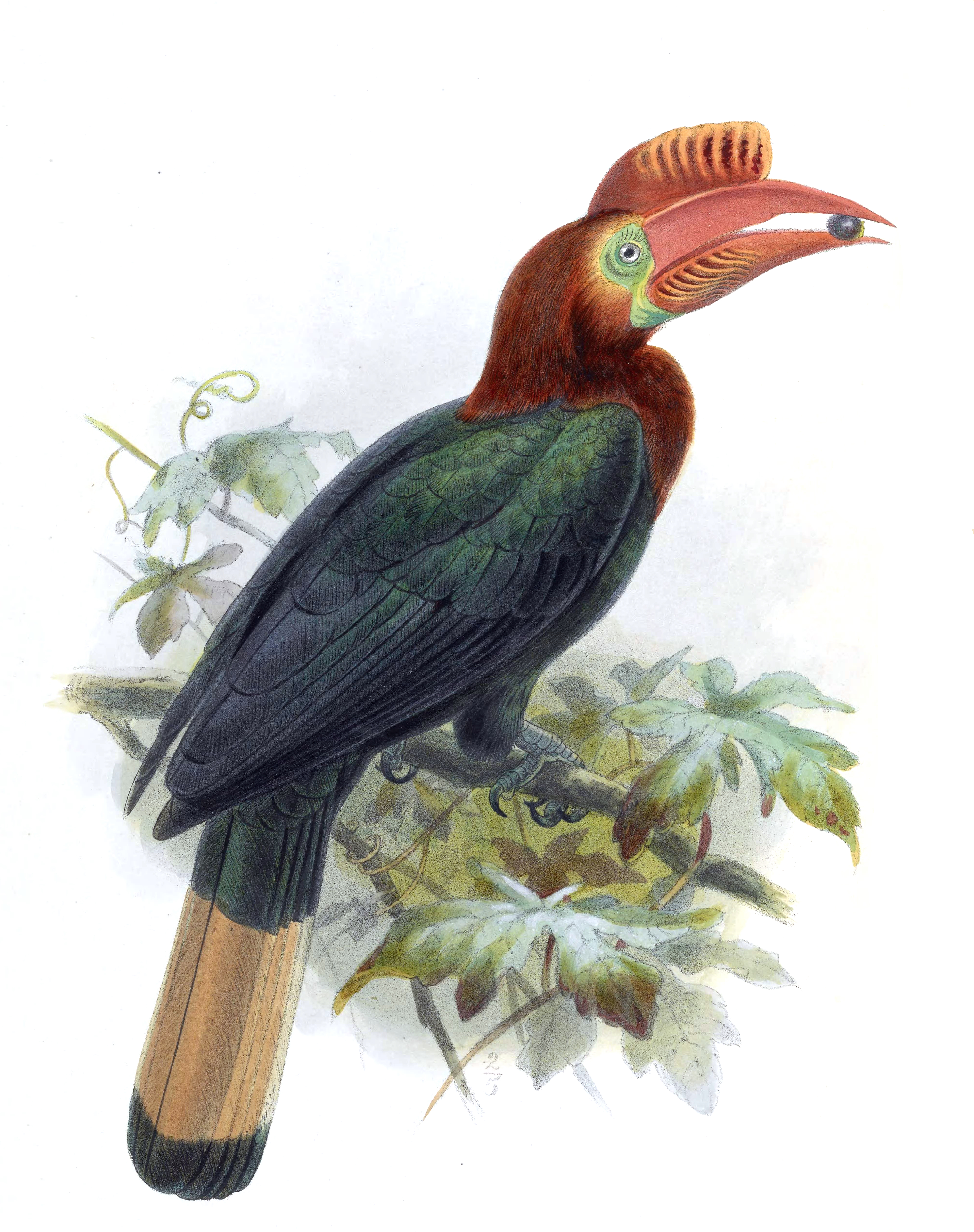
Raffigurazione del bucero di Walden.

Il bucero di Walden (Rhabdotorrhinus waldeni (Sharpe, 1877)), noto anche come bucero beccorugoso o bucero testarossiccia, è una specie di uccello della famiglia dei Bucerotidi. È endemico delle Filippine ed è minacciato di estinzione a causa della distruzione dell'habitat e delle catture dirette. Nel 2006 la popolazione è stata stimata in 502 coppie nidificanti.

## Descrizione
Il bucero di Walden raggiunge una lunghezza del corpo compresa tra 60 e 65 centimetri. Le penne timoniere misurano in media 24,6 centimetri nel maschio e 21,9 centimetri nella femmina. Il becco misura tra 14 e 15,8 centimetri nel maschio, ed è leggermente più piccolo, tra 11,4 e 12,5 centimetri, nella femmina.

### Maschio
Il maschio ha la testa, il collo e la parte superiore del petto di colore bruno-rossastro. Il piumaggio del corpo e delle ali, invece, è interamente nero, con riflessi verde metallico sulla parte superiore del corpo. La coda è nera con un'ampia fascia centrale bianca. La zona bianca della coda appare spesso colorata di bruno-rossastro a causa della secrezione prodotta dalla ghiandola dell'uropigio. Il becco è rosso, il casco è voluminoso e termina approssimativamente a metà del becco. La pelle senza piume intorno all'occhio e la grande sacca golare, anch'essa priva di piume, sono di colore da giallo ad arancione. Gli occhi sono rossi, le zampe e i piedi sono neri.

### Femmina e giovane
La femmina è leggermente più piccola del maschio. Ha la testa e il collo completamente neri; nera è pure la pelle nuda intorno all'occhio. La sacca golare, invece, è di colore giallo pallido. Gli occhi sono bruno-rossastri.
I giovani hanno il piumaggio simile agli esemplari adulti dello stesso sesso, ma sono privi di casco. Il becco è rosa-rossastro, la pelle senza piume della faccia è gialla. Gli occhi sono di colore bruno-giallastro chiaro.

### Specie simili
Nell'areale del bucero di Walden è presente anche il bucero delle Visayas. Tuttavia, questo è più piccolo del bucero di Walden e i maschi hanno la testa bianca.

### Voce
Il richiamo viene descritto come un trillo forte, profondo, breve e scoppiettante ripetuto più volte.

## Biologia
La specie si nutre di fichi e di altri frutti.

## Distribuzione e habitat
Il bucero di Walden vive solo nelle isole Visayas occidentali (Filippine): il suo areale originario comprendeva Panay, Negros e Guimaras, ma in quest'ultima isola è già scomparso e a Negros le aree forestali rimaste sono così limitate che è probabile che non vi nidifichi più. Oggi, pertanto, la stragrande maggioranza della popolazione vive a Panay. Qui vive nella foresta pluviale tropicale a 300-1200 m sul livello del mare e si riproduce nelle grandi cavità degli alberi.

## Tassonomia
La posizione sistematica del bucero di Walden non è stata ancora definitivamente chiarita. Esso è stato a lungo classificato come una sottospecie del bucero testabianca (Rhabdotorrhinus leucocephalus), ma si differenzia da questo non solo per il colore della pelle priva di piume della faccia, ma anche per la colorazione di testa, collo, coda e becco. Per questo motivo, già da tempo gli è stato concesso lo status di specie a parte. Tradizionalmente, esso veniva classificato nel genere Aceros, oggi monospecifico, insieme ad altre specie simili. Avibase non lo colloca più nel genere Aceros, ma nel genere Rhyticeros, comprendente, tra gli altri, il bucero birmano e il bucero di Blyth. Handbook of the Birds of the World, così come l'Unione Ornitologica Internazionale, lo assegna persino ad un nuovo genere, Rhabdotorrhinus.

## Conservazione
Il bucero di Walden è classificato come «in pericolo critico» (Critically Endangered) nella lista rossa della IUCN in quanto la sua popolazione è molto esigua e altamente frammentata. Oggi quasi l'intera popolazione vive sull'isola di Panay, dove si riproduce sulle montagne al centro dell'isola. Il numero di coppie nidificanti è stato stimato a 502 nel 2006.
Le principali cause del declino della popolazione sono la distruzione dell'habitat e le catture dirette. La distruzione del manto forestale è stata tale che nel 1988 solo il 4% circa della superficie di Negros e l'8% di quella di Panay erano ricoperti da foreste. Solo il 10% di quest'area, per un totale di circa 144 km², si trovava ad un'altitudine inferiore a 1000 m sul livello del mare, quella preferita dalla specie. Un'ulteriore minaccia è costituita dalla cattura di esemplari per alimentare il traffico di animali esotici.